# ネバド・デル・ウイラ
ネバド・デル・ウイラ（スペイン語: Nevado del Huila）は、コロンビアのウイラ県に位置する火山である。アンデス山脈のコロンビア山塊に位置する。

## 概要
首都・ボゴタから南西に240km離れた火山で、標高は5,364m（17,602ft）。コロンビアにある火山の中では最も高い。500年間以上活動をしていなかったが、2007年に活動を開始。現在もかなり活発である。
近隣のスアサ川流域のクエバ・デ・ロス・グアチャロス国立自然公園、マグダレナ川、カウカ川、カケタ川の水源があるプラセ国立自然公園と共に1979年にユネスコの生物圏保護区の「シントゥロン・アンディーノ生物圏保護区」に指定された。一帯にはコロンビアの国鳥のコンドルのほか、ナンベイアカエリツミ、ヤマバクなどの動物が生息している。
2008年11月20日に起きた噴火では、山腹など計2か所で雪崩が発生し、10人が死亡した。また、周辺地域に避難勧告が出され、12000人が避難した。

## ギャラリー

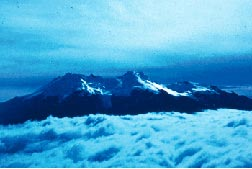
南東から撮影（1993年)
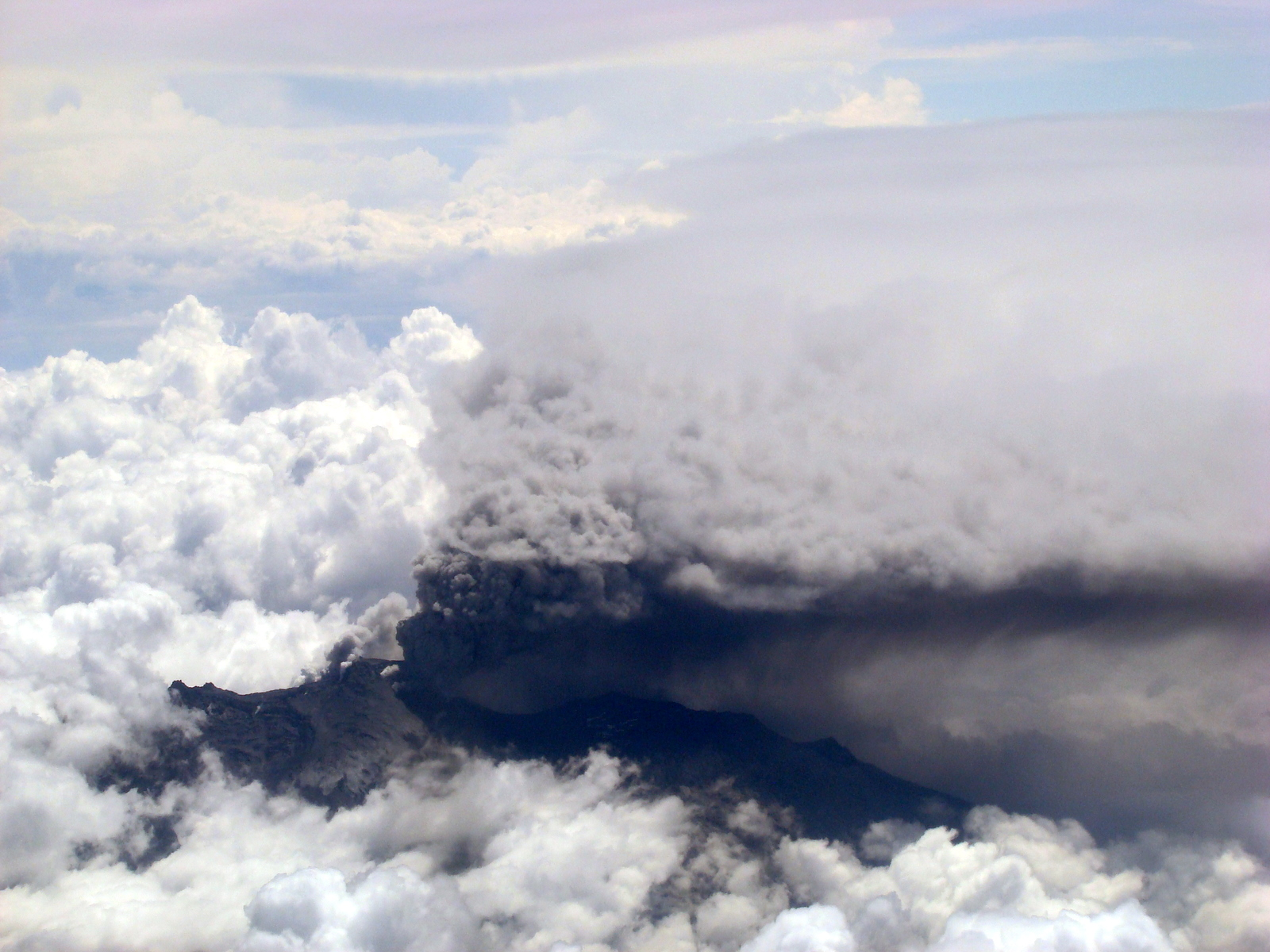
噴煙を上げるウイラ山 （2009年10月23日撮影）